# Drăghiceni
Drăghiceni is een Roemeense gemeente in het district Olt.
Drăghiceni telt 1904 inwoners.